# Mangena Maake Mokone
Mangena Maake Mokone, född 1851 i Sekhukhuneland, död 1931, var en sydafrikansk pastor och ledande motståndare till rasåtskillnad inom kyrkan.
Mokones far, som var hövding inom bogagastammen, dödades i swazikriget 1863. Den unge Mokone flydde då till Durban där han fick jobb och logi hos en fru Steele som tillhörde metodistkyrkan. Hon uppmuntrade Mokone att lära sig läsa och gå i söndagsskola. Mokone kom till tro efter att ha lyssnat till en lokal predikant och döptes 1874 av pastor Damon Hlongwana. Han studerade en tid vid Edendale College i Pietermaritzburg och jobbade därefter som snickare och höll väckelsemöten kvällstid.
1880 utsågs Mokone till "inhemsk hjälpmissionär" vid metodistkyrkans synod. Han tjänstgjorde först två år i Newstead i Natal. Därefter förflyttades Mokone till Pretoria där han startade en skola och en församling. Efter denna praktiktid ordinerades Mokone 1887 till pastor. Under hans första tjänstgöringstid i Waterberg-distriktet, norr om Pretoria, dog hans fru i tuberkulos. Som änkling, med två små döttrar, flyttade Mokone till Johannesburg, där han kom att arbeta som privatlärare på Kilnerton College.
1892 skrev Mokone ett brev till superintendenten i sitt kyrkodistrikt, George Weavind, och meddelade att han lämnade Wesleyan Methodist Church. Han angav flera skäl för detta, bland annat den segregerade distriktsstrukturen inom kyrkan och dåliga löner och bristande respekt för svarta pastorer.
I november 1892 samlades Mokone, Samuel Brander och några andra för att, vid en invigningsgudstjänst, starta the Ethiopian Church. Senare anslöt sig även förkunnare som J Z Tantsi, J G Xaba, Marcus Gabashane, Daniel William Alexander och James Mata Dwane till den nya kyrkan. Den sistnämnde sändes till USA för samtal med the African Methodist Episcopal Church (AMEC). Charlotte Manye hade brevledes informerat Mokone om att detta trossamfund hade svart ledarskap och ekonomi att finansiera utbildning av afrikanska pastorer. Dwane återvände med befogenhet att inviga pastorerna inom Ethiopian Church till tjänst inom AMEC och man beslutade 1896 att formellt ansluta kyrkan till AMEC.
1898 besökte den amerikanske biskopen Turner Sydafrika och ordinerade Mokone till äldste inom AMEC. Men redan året därpå samlade Dwane och en del andra missnöjda i Queenstown. Dessa beslutade att lämna AMEC. Men Mokone stannade kvar inom AMEC där han var en uppburen afrikansk fadersgestalt fram till sin död. 1906 var han till exempel ombud vid kyrkans generalkonferens i USA.